# Birdy (album, Peter Gabriel)
Birdy je první soundtrack Petera Gabriela. Nahrávání probíhalo od října do prosince 1984 a vyšlo v březnu 1985 u vydavatelství Geffen Records (Severní Amerika) a Charisma Records. Album produkovali Gabriel a Daniel Lanois; jedná se o jejich první producenteskou spolupráci. Jde o soundtrack k filmu Křídla z roku 1984.

## Seznam skladeb
Autorem všech skladeb je Peter Gabriel.
| Strana 1 (LP) | Strana 1 (LP)      | Strana 1 (LP) |
| Pořadí        | Název              | Délka         |
| ------------- | ------------------ | ------------- |
| 1.            | At Night           | 2:38          |
| 2.            | Floating Dogs      | 2:55          |
| 3.            | Quiet and Alone    | 2:30          |
| 4.            | Close Up           | 0:55          |
| 5.            | Slow Water         | 2:51          |
| 6.            | Dressing the Wound | 4:06          |

| Strana 2 (LP) | Strana 2 (LP)                          | Strana 2 (LP) |
| Pořadí        | Název                                  | Délka         |
| ------------- | -------------------------------------- | ------------- |
| 1.            | Birdy's Flight                         | 2:58          |
| 2.            | Slow Marimbas                          | 3:21          |
| 3.            | The Heat                               | 4:41          |
| 4.            | Sketch Pad with Trumpet and Voice      | 3:05          |
| 5.            | Under Lock and Key                     | 2:28          |
| 6.            | Powerhouse at the Foot of the Mountain | 2:19          |

## Obsazení
- Peter Gabriel – bicí, flétna, klávesy, zpěv
- Tony Levin – baskytara
- David Rhodes – kytara
- Jon Hassell – trubka
- Manny Elias – bicí
- Larry Fast – syntezátory
- John Giblin – baskytara